# Hummelsjön
Hummelsjön är en sjö i Vansbro kommun i Dalarna och ingår i Dalälvens huvudavrinningsområde. Sjön har en area på 0,35 kvadratkilometer och ligger 255 meter över havet.

## Delavrinningsområde
Hummelsjön ingår i det delavrinningsområde (670439-141179) som SMHI kallar för Vid mätstation Stadarforsen Övre. Medelhöjden är 259 meter över havet och ytan är 8,96 kvadratkilometer. Räknas de 402 avrinningsområdena uppströms in blir den ackumulerade arean 4 495,84 kvadratkilometer. Västerdalälven som avvattnar avrinningsområdet har biflödesordning 2, vilket innebär att vattnet flödar genom totalt 2 vattendrag innan det når havet efter 328 kilometer. Avrinningsområdet består mestadels av skog (46 procent) och sankmarker (39 procent). Avrinningsområdet har 0,35 kvadratkilometer vattenytor vilket ger det en sjöprocent på 3,9 procent.